# シンド州
シンド州（シンドしゅう、Sindh）はパキスタン南部の州。人口は約5570万人（2023年国勢調査）、面積140,914km2。パキスタンのアラビア海沿岸部東側、インダス川下流部にあたり、バローチスターン州、パンジャーブ州、およびインドのラージャスターン州、グジャラート州に接する。研究者などはスィンド州と表記することが多い。

## 名称
古くサンスクリットで海または河（インダス川のこと）を意味するシンドゥーSindhuと呼ばれ、アッシリアでシンダSinda、古代ローマでシンドゥスSindus、中国で身毒（しんどく）などと呼ばれた。インド、インダス、ヒンドゥー、ヒンディーも語源を同じくする（ペルシャ語起源）。南アジアでイスラム教が最初に広まった地域とされる。州都はカラチで、他に主要都市としてハイデラバードなどがある。

## 歴史
紀元前3千年頃インダス文明が始まり、シンドにも有名な遺跡モヘンジョダロがある。その後アーリア人の移住によりシンドも古代インド文化圏に入った。しかしその後もしばしば西方からの侵入・支配があり、それらが混合して文化が形成されていった。
紀元前6世紀にはアケメネス朝ペルシャに征服され「ヒンドゥシュ州」に組み込まれた。紀元前4世紀にはアレクサンドロス3世（大王）の遠征に続きギリシャ系セレウコス朝に短期間支配された後、マウリヤ朝に征服され、アショーカ王治下では仏教が盛んになった。その後クシャン朝支配下でも仏教は保護された。さらにアケメネス朝ペルシャに支配された。
489年-690年、ラーイ朝が支配した。
711年にイスラーム教を奉じるアラブ人が来襲し、インダス川西側で最後のヒンドゥー教徒のシンド王en:Dahir (Raja)を破ったが、東側へは侵入せず、バローチスターン寄りの一部がイスラーム帝国に支配されるのみであった。しかしウマイヤ朝に征服されてイスラーム化が進み、シンドと呼ばれた（それより東、ほぼ現在のインド領はヒンドと呼ばれた）。
アラブの支配は約3世紀続き、現在につながる文化が生まれた。10世紀にはトルコ系ガズナ朝の侵入があった。その後11世紀から13世紀まで土着の王朝（1024年から1351年までSoomra dynasty）が支配し、さらに16世紀までデリー・スルターン朝により支配された。続いてムガル帝国による支配が2世紀ほど続いたが、支配は半自治的で、実質的には土着の王朝（アルグーン朝、Tarkhan Dynasty）が支配した。
ムガル帝国が衰退すると、イギリスが1843年シンドを征服し、en:Bombay Presidencyのen:Sind Divisionとなる。1936年にイギリス領インド帝国のシンド州としてBombay Presidencyより分離となったが、これも土着のシンド藩王を通じた間接支配の形をとった。20世紀の独立運動ではイスラーム系の運動家を多数出した。パキスタンの独立（1947年）前はヒンドゥー教徒のシンド人も多数（シンド人の25%ほど）いたが、インド・パキスタン分離独立後は圧迫が激しくなり、インドへの移住を余儀なくされた。
G. M. Syedらによってナショナリズム運動が起きたが、共産主義と結びついていたので徹底的に当局から弾圧された。

## 気候・地勢
モンスーン地域であるが砂漠気候で雨量はごく少ない。冬は比較的温暖で夏は非常に暑い。熱波で1,000人単位の死者が出る年もある。12月から1月にかけては冬に当たるためやや気温が下がり、快適な気候となる。カラチの月間降雨記録は1967年7月の429.3mmである。一日の最高降雨記録は1953年8月7日の278.1mmであり、このときカラチは記録的な大洪水に見舞われた.
。東側にはタール砂漠があり、西側にはキルタル山脈があってバローチスターン高原に続く。その間のインダス川近くは平野になっている。南部にはインドのグジャラート州にまたがるカッチ湿地（カッチ大湿地およびカッチ小湿地）が広がる。

## 隣接州
- バローチスターン州
- パンジャーブ州
- ラージャスターン州
- グジャラート州

## 民族・言語
シンド人が多く、言語はシンド（シンディー）語、サライキ語、ウルドゥー語などが使われる。

## 経済
海に面し商工業が盛んで、農業も行われるため、パキスタンの経済生産のかなりの部分（税収で約30%）を占める。特に臨海部の大都会カラチはシンドならびにパキスタンの産業の中心となっており、工業（機械、セメント、プラスチック等）・商業・金融が盛んで、現在ではIT産業が発展しつつある。インダス川添いでは綿花、米、小麦、サトウキビ、バナナ、マンゴーなどが栽培される。また石油、天然ガス、石炭などの資源も生産される。